# Fédération Internationale du Sport Automobile
La Fédération Internationale du Sport Automobile (FISA), traducida al español como Federación Internacional de Deportes de Automovilismo, Federación Internacional del Deporte del Automóvil, o Federación Internacional de Automóviles Deportivos, era la organización que gestionaba las carreras de automóviles más importantes, como las de rallyes, las de turismos, o las de Fórmula 1.

## Historia
Este comité autónomo fue creado por la FIA en 1922 bajo el nombre de Commission Sportive Internationale (CSI). Le fue delegada por la FIA la organización de carreras automovilísticas. En 1978, tras la elección del francés Jean-Marie Balestre como presidente, la CSI cambió su nombre a FISA, manteniéndose su rol. Bajo el impulso de Balestre, FISA comenzó a tomar el control de la Fórmula 1, amenazada por el surgimiento al final de los años 1970 de la Asociación de Constructores de Fórmula 1 (FOCA), la asociación de constructores de F1 dirigida por Bernie Ecclestone. Esta lucha de influencia, conocida con el nombre de Guerra FISA-FOCA, condujo a la redacción de los Acuerdos de la Concordia en 1981, los cuales sellaron el reparto de poderes en Fórmula 1, conservando la FISA el control deportivo y reglamentario del campeonato.
Tras la elección de Max Mosley como cabeza de la FISA en 1991 y entonces de la FIA en 1993, ambas instituciones fueron reformadas y la FISA fue absorbida por la FIA, que desde entonces está directamente encargada de las carreras automovilísticas deportivas.
Desde entonces, es frecuente mezclar FIA y FISA, por los hechos que han tenido lugar cuando las dos entidades eran distintas.